# Вольтаметрична константа
Вольтаметрична константа (рос. вольтаметрическая константа, англ. voltametric constant) — у вольтаметрії та подібних методах — емпірична величина (av), визначена рівнянням:
av = ip / Av1/2cB (= jp / v1/2cB),
де ip — струм піка, A — площа поверхні поділу між електродом та розчином, v — швидкість зміни прикладеного потенціалу, cB — об'ємна концентрація речовини B, відновлення чи окиснення якої відповідають пікові в рівнянні.